# Marc Trasolini
Marc Christian Trasolini Vancouver, Columbia Británica, 21 de junio de 1990) es un baloncestista canadiense con pasaporte italiano que pertenece a la plantilla del  Ibaraki Robots de la B.League japonesa. Con 2,06 metros de estatura, juega en la posición de pívot.

## Trayectoria deportiva

### Universidad
Jugó cuatro temporadas con los Broncos de la Universidad Santa Clara, en las que promedió 12,4 puntos, 6,2 rebotes y 1,3 tapones por partido. Una rotura de su ligamento cruzado anterior durante una gira por Canadá en septiembre de 2011 le hizo perderse una temporada entera, reincoprporándose al año siguiente. En su primera temporada fue incluido en el mejor quinteto de novatos de la West Coast Conference, mientras que en 2013 lo fue en el mejor equipo absoluto de la conferencia.

### Profesional
Tras no ser elegido en el Draft de la NBA de 2013, en el mes de julio firmó su primer contrato profesional con el Victoria Libertas Pesaro de la Serie A italiana. Jugó una temporada actuando como titular, en la que promedió 10,4 puntos y 6,7 rebotes por partido. Tras esa temporada, el club optó por no renovarle el contrato, firmando en el mes de agosto de 2014 por el Scandone Avellino. Jugó una temporada en la que promedió 4,4 puntos y 3,2 rebotes por partido, saliendo desde el banquillo.
En agosto de 2015 Basket Agropoli de la Legadue Gold anunció la contratación de Trasolini. Titular indiscutible, fue uno de los jugadores más destacados de su equipo esa temporada, promediando 21,1 puntos y 9,4 rebotes por partido.
En mayo de 2016 fichó por el SLUC Nancy Basket de la Pro A francesa.

### Selección nacional
Fue un habitual en las categorías inferiores de la selección de Canadá, logrando la medalla de bronce en el Campeonato FIBA Américas Sub-18 de 2008, torneo en el que promedió 9,8 puntos y 6,6 rebotes por partido, y particioando al año siguiente en el Mundial Sub-19, en el que quedaron en séptima posición.